# Marta Vieira da Silva
Marta Vieira da Silva, nota semplicemente come Marta (Dois Riachos, 19 febbraio 1986), è una calciatrice brasiliana, attaccante dell'Orlando Pride e della nazionale brasiliana.
È riconosciuta come una delle migliori giocatrici nella storia del calcio; a livello individuale ha vinto cinque FIFA Women's World Player of the Year (dal 2006 al 2010) e un Best FIFA Women's Player (2018), per un totale di sei affermazioni come miglior giocatrice del mondo.
Nel gennaio 2013 viene nominata tra i sei ambasciatori del Campionato mondiale di calcio 2014 in Brasile al fianco di Amarildo, Bebeto, Carlos Alberto, Ronaldo e Mário Zagallo. In occasione della cerimonia di apertura delle Olimpiadi di Rio de Janeiro del 2016 Marta è stata una degli otto portabandiera.
Con 17 reti realizzate è la migliore marcatrice della storia dei Mondiali di calcio femminile e dei mondiali di calcio in generale.
Nel 2024 la FIFA le intitola il FIFA Marta Award, ovvero il riconoscimento alla calciatrice che ha segnato la rete più bella dell'anno. Nel dicembre dello stesso anno, Marta vince la prima edizione del premio in suo onore, grazie alla rete segnata contro la nazionale giamaicana nel corso dell'amichevole del 1º giugno.

## Carriera

### Club

#### Esordi in Brasile
Marta fu scoperta dalla rinomata allenatrice brasiliana Helena Pacheco, quando aveva solo 14 anni. Ha Iniziato a giocare nella formazione femminile del Vasco da Gama, dove è rimasta due anni fino a che il club non ha abolito, nel 2001, la squadra femminile. Nel 2002 ha giocato in un piccolo club di San Paolo, rimasto attivo una sola stagione.

#### Umeå IK

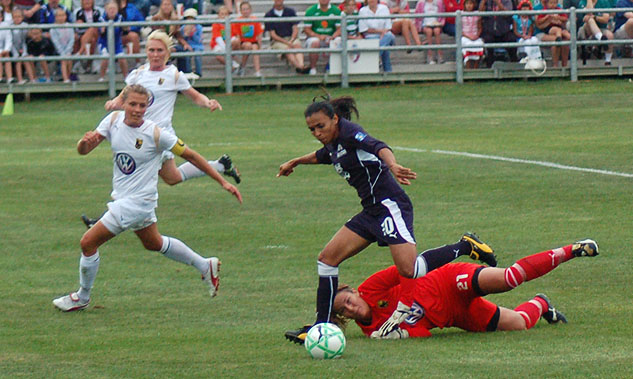
Marta con la maglia dell'Umeå IK

È passata all'Umeå IK per la stagione 2004. Nello stesso anno la squadra svedese raggiunge la finale della UEFA Women's Cup, vinta in totale 8-0 contro l'1. FFC Francoforte, 3-0 all'andata in Svezia, con una sua doppietta, e 5-0 al ritorno in Germania, con un altro suo gol. In campionato l'Umeå termina al secondo posto, a solo un punto dal Djurgården. Marta realizza 22 dei 106 gol che le svedesi segnano in campionato, miglior marcatrice del campionato ex aequo con Laura Kalmari del Malmö, 32 in più rispetto alle campionesse del Djurgården, e realizza anche l'unica rete dell'Umeå nella finale della Coppa svedese, persa contro il Djurgården 2-1.
La seconda stagione in Svezia finisce in gloria con le sue 21 reti, miglior marcatrice ex aequo con la compagna di squadra Therese Lundin, che aiutano la squadra a ottenere una convincente vittoria in campionato, durante il quale non perde una partita. Risulta sconfitta ancora in Coppa di Svezia, dove è ancora il Djurgården a imporsi 3-1, nonostante tre settimane prima sia stato battuto 7-0 in campionato.
Nel 2006 vince il secondo campionato consecutivo, ancora senza sconfitte, e realizza 21 reti che le permettono di diventare la capocannoniera del torneo ma, per la terza volta di fila, perde la finale della Coppa di Svezia, 3-2 contro il Linköpings FC. Più tardi, nel corso del 2007, perde la finale della UEFA Women's Cup 2006-2007 contro l'Arsenal ma riesce a vincere la Coppa nazionale, in cui realizza il gol del decisivo 4-3 sull'AIK.
La televisione di stato svedese SVT le ha dedicato un documentario intitolato Marta - Pelés kusin (Marta - la cugina di Pelé).

#### Los Angeles Sol
Il giorno in cui Marta vinse il FIFA World Player of the Year annunciò il suo trasferimento nella Women's Professional Soccer nella squadra dei Los Angeles Sol, con la quale firmò tre anni di contratto. Con questa vinse la classifica cannonieri della lega del 2009, permettendo alla squadra di diventare campione della stagione regolare e qualificarsi per la fase finale della competizione, uscendo battuta però in finale per 1 a 0 per opera del Fc Sky Blue.

#### Santos
Durante la pausa della Women's Professional Soccer, Marta firma con il Santos un contratto di tre mesi per giocare in Coppa Libertadores femminile e in Coppa del Brasile femminile aiutando il Santos a vincere entrambi i tornei, segnando tre gol nelle due finali dei tornei.

#### FC Gold Pride
Nel gennaio 2010 i Los Angeles Sol fallirono lasciando così svincolate le diciannove giocatrici che costituivano la rosa della squadra. Venne così organizzato un draft denominato 2010 WPS Dispersal Draft nel quale le giocatrici svincolate si accasarono in diverse squadre della WPS Championship. Marta firmò per tre anni con il FC Gold Pride: con questa squadra vinse la stagione regolare della WPS Championship e la fase finale riuscendo così a conquistare il titolo della WPS Championship, inoltre vinse i titoli individuali di capocannoniere, miglior giocatrice e miglior giocatrice delle finali della WPS Championship. Partecipò anche al WPS All-Star 2010. Il 17 novembre dello stesso anno diventa poi free agent per il fallimento del FC Gold Pride.

#### Santos
Nel dicembre 2010 Marta firma nuovamente con il Santos per giocare di nuovo in Copa Libertadores femminile e in Coppa del Brasile femminile.

#### Western New York Flash
Il 25 gennaio 2011 Marta si accasa per la sua terza squadra della WPS Championship i Western New York Flash per concludere i tre anni di contratto firmati in precedenza con il FC Gold Pride.
Marta ha contribuito ad aiutare la squadra a vincere il campionato segnando 10 reti che le hanno consentito di aggiudicarsi il suo terzo PUMA Golden Boot award consecutivo e la nomina nella WPS Best XI dell'anno 2011.

#### Tyresö
Al momento della cancellazione del campionato americano WPS nel 2012, Marta ha deciso di ritornare in Svezia nella Damallsvenskan e il 22 febbraio 2012 ha firmato un contratto biennale con il Tyresö FF. Al suo primo anno contribuisce alla prima e tuttora unica storica vittoria del campionato svedese con 12 reti in 21 presenze ma soprattutto trascina insieme alla compagna Christen Press la squadra svedese fino alla finale della UEFA Women's Champions League 2013-2014 contro le tedesche del Wolfsburg segnando addirittura una doppietta che però non è servita a causa della sconfitta finale per 3-4.
Alcuni giorni dopo la difficile situazione economica della squadra costrinse la società a ritirare l'iscrizione della squadra alla prossima competizione europea e molte calciatrici e membri dello staff lasciarono il club compresa Marta a causa della quota del suo salario molto elevata.

#### FC Rosengård
A seguito di alcune voci che la vedevano vicino ai norvegesi dell'Avaldsnes IL e ai francesi del Paris Saint-Germain, nel luglio 2014 ha firmato un contratto di sei mesi con i campioni uscenti svedesi dell'FC Rosengård per perseguire l'obiettivo di vincere titoli e soprattutto la Champions League femminile. Con la squadra svedese, Marta è stata campionessa di Svezia per due anni consecutivi nel 2014 e 2015, ha vinto la Svenska Cupen nel 2016 e infine la Svenska Supercupen nel 2015 e 2016.

#### Orlando Pride
Dopo la sconfitta dell'FC Rosengård contro il Barcellona nei quarti di finale della UEFA Women's Champions League, Marta si è unita il 7 aprile 2017 agli Orlando Pride da svincolata firmando un contratto di due anni con opzione per un terzo con ingaggio pari a circa 44 000 euro al mese, risultando di fatto la calciatrice più pagata al mondo. La stagione sportiva si è conclusa con la qualificazione ai Playoffs della National Women's Soccer League per poi fermarsi in semifinale dopo la sconfitta di 4-1 contro i Portland Thorns. Il 12 ottobre 2017 Marta è stata nominata insieme alla compagna Ali Krieger nella 2017 NWSL Best XI.

### Nazionale
Con la selezione brasiliana femminile Under-19, al termine del Mondiale di Thailandia 2004, dove segnò tre reti, fu nominata migliore calciatrice del torneo.
Convocata anche nella nazionale maggiore che disputa le Olimpiadi di Atene 2004, condivide con le compagne il percorso che vede il Brasile, inserito nel gruppo G, superare la fase a gironi al secondo posto, dove, oltre a siglare una delle reti nella travolgente vittoria per 7-0 sulle avversarie della Grecia, è determinante nel siglare la rete che fissa sull'1-0 il risultato con l'Australia, fissare sul 5-0 il risultato con il Messico ai quarti di finale, superare anche la Svezia in semifinale e infine raggiungere la finale ritrovando gli Stati Uniti, che già le avevano battute nella fase a gironi, e che lasciano alle verde oro la medaglia d'argento, battute 2-1 solo ai tempi supplementari.
Al Mondiale di Cina 2007, torneo in cui la selezione brasiliana è giunta seconda, Marta è stata eletta migliore giocatrice e ha vinto la scarpa d'oro come migliore marcatrice del torneo (sette reti, cui vanno aggiunti due assist) e un suo gol nella semifinale contro gli Stati Uniti è stato scelto come rete più spettacolare del torneo.

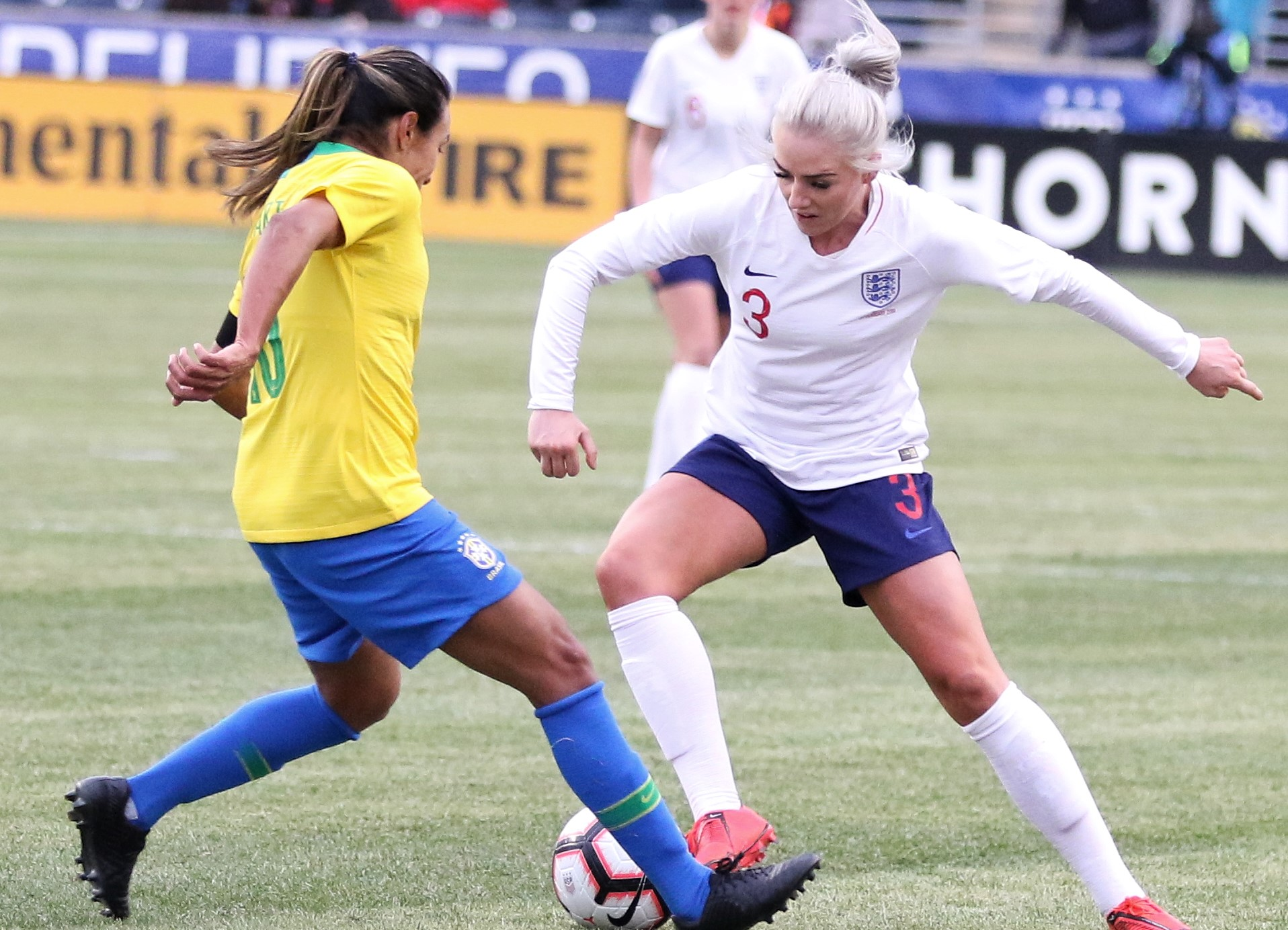
Marta durante un contrasto con l'inglese Alex Greenwood

Alle Olimpiadi del 2008 ha contribuito al secondo posto della nazionale brasiliana. In tale torneo ha segnato tre reti e servito un assist.
Marta ha fatto parte della formazione brasiliana al Mondiale di Germania 2011 in cui il Brasile è stato eliminato ai quarti di finale dagli Stati Uniti. Durante la competizione oltre ai due assist ha segnato quattro reti che gli hanno consentito di eguagliare il record di quattordici reti detenuto dalla tedesca Birgit Prinz.
Al successivo Mondiale di Canada 2015 e quarto personale per Marta diventa con quindici reti il miglior marcatore nella storia della Coppa del Mondo grazie al gol messo a segno all'esordio contro la Corea del Sud. Qualche mese dopo raggiunge il titolo di miglior marcatore in assoluto della Nazionale di calcio brasiliana superando le 95 reti di Pelé con la maglia verdeoro.
Il 18 giugno 2019, in virtù del gol su rigore realizzato al primo turno del Campionato mondiale di calcio 2019 contro l'Italia (1-0), con 17 reti diventa la miglior marcatrice di tutti i tempi nella fase élite di un Mondiale, sia maschile sia femminile, battendo il record stabilito in precedenza da Miroslav Klose nel 2014.
Il 21 luglio 2021 realizza una doppietta nel corso del match di apertura del Gruppo F alle Olimpiadi di Tokyo vinto per 5-0 dal Brasile contro la Cina, diventando l'unica calciatrice ad aver segnato almeno un gol in cinque diverse edizioni dei Giochi.

## Statistiche

### Presenze e reti nei club
Statistiche aggiornate al 14 ottobre 2017.
| Stagione             | Squadra                | Campionato           | Campionato | Campionato | Coppe nazionali | Coppe nazionali | Coppe nazionali | Coppe continentali | Coppe continentali | Coppe continentali | Altre coppe | Altre coppe | Altre coppe | Totale | Totale |
| Stagione             | Squadra                | Comp                 | Pres       | Reti       | Comp            | Pres            | Reti            | Comp               | Pres               | Reti               | Comp        | Pres        | Reti        | Pres   | Reti   |
| -------------------- | ---------------------- | -------------------- | ---------- | ---------- | --------------- | --------------- | --------------- | ------------------ | ------------------ | ------------------ | ----------- | ----------- | ----------- | ------ | ------ |
| 2009                 | Los Angeles Sol        | WPS                  | 20         | 10         |                 |                 |                 |                    |                    |                    |             |             |             | 20     | 10     |
| 2009                 | Santos                 |                      |            |            | CBFF            | 7               | 18              | CLF                | 6                  | 7                  |             |             |             | 13     | 25     |
| 2010                 | Gold Pride             | WPS                  | 25         | 20         |                 |                 |                 |                    |                    |                    |             |             |             | 25     | 20     |
| 2011                 | Santos                 |                      |            |            |                 |                 |                 | CLF                | 4                  | 2                  |             |             |             | 4      | 2      |
| 2011                 | Western New York Flash | WPS                  | 15         | 10         |                 |                 |                 |                    |                    |                    |             |             |             | 15     | 10     |
| 2012                 | Tyresö                 | D                    | 21         | 12         | SC              | 4               | 4               |                    |                    |                    |             |             |             | 25     | 16     |
| 2013                 | Tyresö                 | D                    | 15         | 12         | SC              | 1               | 1               | UWCL               | 8                  | 7                  |             |             |             | 20     | 14     |
| Totale Tyresö        | Totale Tyresö          | Totale Tyresö        | 36         | 24         |                 | 5               | 5               |                    | 8                  | 7                  |             |             |             | 49     | 36     |
| 2014                 | FC Rosengård           | D                    | 9          | 5          | SC              | ?               | ?               | UWCL               | 6                  | 4                  |             |             |             | 15     | 9      |
| 2015                 | FC Rosengård           | D                    | 21         | 8          | SC              | ?               | ?               | UWCL               | 6                  | 5                  |             |             |             | 27     | 13     |
| 2016                 | FC Rosengård           | D                    | 19         | 13         | SC              | ?               | ?               | UWCL               | 6                  | 0                  |             |             |             | 25     | 13     |
| 2017                 | FC Rosengård           | D                    | 0          | 0          | SC              | ?               | ?               |                    |                    |                    |             |             |             | 0      | 0      |
| Totale FC Rosengård  | Totale FC Rosengård    | Totale FC Rosengård  | 49         | 26         |                 | ?               | ?               |                    | 18                 | 9                  |             |             |             | 67     | 35     |
| 2017                 | Orlando Pride          | NWSL                 | 23+1       | 13         |                 |                 |                 |                    |                    |                    |             |             |             | 24     | 13     |
| 2018                 | Orlando Pride          | NWSL                 | 17         | 4          |                 |                 |                 |                    |                    |                    |             |             |             | 17     | 4      |
| 2019                 | Orlando Pride          | NWSL                 | 14         | 6          |                 |                 |                 |                    |                    |                    |             |             |             | 14     | 6      |
| 2020                 | Orlando Pride          | NWSL                 | -          | -          |                 |                 |                 |                    |                    |                    |             |             |             | -      | -      |
| 2021                 | Orlando Pride          | NWSL                 | 19         | 4          | CC              | 4               | 0               |                    |                    |                    |             |             |             | 23     | 4      |
| 2022                 | Orlando Pride          | NWSL                 | -          | -          | CC              | 2               | 0               |                    |                    |                    |             |             |             | 2      | 0      |
| 2023                 | Orlando Pride          | NWSL                 | 18         | 4          | CC              | 0               | 0               |                    |                    |                    |             |             |             | 18     | 4      |
| Totale Orlando Pride | Totale Orlando Pride   | Totale Orlando Pride | 94         | 31         |                 | 6               | 0               |                    | ?                  | ?                  |             |             |             | 100    | 31     |
| Totale carriera      | Totale carriera        | Totale carriera      | 237+       | 121+       |                 | 18+             | 5+              |                    | 36+                | 16+                |             |             |             | 291+   | 169+   |

### Cronologia presenze e reti in Nazionale
| Cronologia completa delle presenze e delle reti in nazionale ― Brasile | Cronologia completa delle presenze e delle reti in nazionale ― Brasile | Cronologia completa delle presenze e delle reti in nazionale ― Brasile | Cronologia completa delle presenze e delle reti in nazionale ― Brasile | Cronologia completa delle presenze e delle reti in nazionale ― Brasile | Cronologia completa delle presenze e delle reti in nazionale ― Brasile | Cronologia completa delle presenze e delle reti in nazionale ― Brasile | Cronologia completa delle presenze e delle reti in nazionale ― Brasile |
| Data                                                                   | Città                                                                  | In casa                                                                | Risultato                                                              | Ospiti                                                                 | Competizione                                                           | Reti                                                                   | Note                                                                   |
| ---------------------------------------------------------------------- | ---------------------------------------------------------------------- | ---------------------------------------------------------------------- | ---------------------------------------------------------------------- | ---------------------------------------------------------------------- | ---------------------------------------------------------------------- | ---------------------------------------------------------------------- | ---------------------------------------------------------------------- |
| 25-4-2003                                                              | Lima                                                                   | Brasile                                                                | 3 – 0                                                                  | Perù                                                                   | Coppa America 2003 - 1º turno                                          | 1                                                                      |                                                                        |
| 26-4-2003                                                              | Lima                                                                   | Brasile                                                                | 12 – 0                                                                 | Colombia                                                               | Coppa America 2003 - 1º turno                                          | 3                                                                      |                                                                        |
| 13-7-2003                                                              | New Orleans                                                            | Stati Uniti                                                            | 1 – 0                                                                  | Brasile                                                                | Amichevole                                                             | -                                                                      |                                                                        |
| 17-7-2003                                                              | Montréal                                                               | Canada                                                                 | 2 – 1                                                                  | Brasile                                                                | Amichevole                                                             | -                                                                      |                                                                        |
| 20-7-2003                                                              | Ottawa                                                                 | Canada                                                                 | 2 – 1                                                                  | Brasile                                                                | Amichevole                                                             | -                                                                      |                                                                        |
| 2-8-2003                                                               | San Cristóbal                                                          | Haiti                                                                  | 0 – 5                                                                  | Brasile                                                                | Giochi panamericani 2003 - 1º turno                                    | 1                                                                      |                                                                        |
| 8-8-2003                                                               | San Cristóbal                                                          | Brasile                                                                | 5 – 0                                                                  | Canada                                                                 | Giochi panamericani 2003 - 1º turno                                    | 1                                                                      |                                                                        |
| 11-8-2003                                                              | Santo Domingo                                                          | Brasile                                                                | 2 – 1                                                                  | Argentina                                                              | Giochi panamericani 2003 - Semifinale                                  | 2                                                                      |                                                                        |
| 15-8-2003                                                              | Santo Domingo                                                          | Brasile                                                                | 2 – 1                                                                  | Canada                                                                 | Giochi panamericani 2003 - Finale                                      | -                                                                      |                                                                        |
| 21-9-2003                                                              | Washington                                                             | Brasile                                                                | 3 – 0                                                                  | Corea del Sud                                                          | Mondiali 2003 - 1º turno                                               | 1                                                                      |                                                                        |
| 24-9-2003                                                              | Washington                                                             | Norvegia                                                               | 1 – 4                                                                  | Brasile                                                                | Mondiali 2003 - 1º turno                                               | 1                                                                      |                                                                        |
| 27-9-2003                                                              | Washington                                                             | Francia                                                                | 1 – 1                                                                  | Brasile                                                                | Mondiali 2003 - 1º turno                                               | -                                                                      |                                                                        |
| 1-10-2003                                                              | Foxborough                                                             | Brasile                                                                | 1 – 2                                                                  | Svezia                                                                 | Mondiali 2003 - Quarti di finale                                       | 1                                                                      |                                                                        |
| 24-4-2004                                                              | Birmingham                                                             | Stati Uniti                                                            | 5 – 1                                                                  | Brasile                                                                | Amichevole                                                             | 1                                                                      |                                                                        |
| 11-8-2004                                                              | Salonicco                                                              | Brasile                                                                | 1 – 0                                                                  | Australia                                                              | Olimpiadi 2004 - 1º turno                                              | 1                                                                      |                                                                        |
| 14-8-2004                                                              | Salonicco                                                              | Stati Uniti                                                            | 2 – 0                                                                  | Brasile                                                                | Olimpiadi 2004 - 1º turno                                              | -                                                                      |                                                                        |
| 17-8-2004                                                              | Patrasso                                                               | Grecia                                                                 | 0 – 7                                                                  | Brasile                                                                | Olimpiadi 2004 - 1º turno                                              | 1                                                                      |                                                                        |
| 20-8-2004                                                              | Candia                                                                 | Messico                                                                | 0 – 5                                                                  | Brasile                                                                | Olimpiadi 2004 - Quarti di finale                                      | 1                                                                      |                                                                        |
| 23-8-2004                                                              | Patrasso                                                               | Brasile                                                                | 1 – 0                                                                  | Svezia                                                                 | Olimpiadi 2004 - Semifinale                                            | -                                                                      |                                                                        |
| 26-8-2004                                                              | Il Pireo                                                               | Stati Uniti                                                            | 2 – 1                                                                  | Brasile                                                                | Olimpiadi 2004 - Finale                                                | -                                                                      |                                                                        |
| 14-7-2007                                                              | Rio de Janeiro                                                         | Giamaica                                                               | 0 – 5                                                                  | Brasile                                                                | Giochi panamericani 2007 - 1º turno                                    | 1                                                                      |                                                                        |
| 18-7-2007                                                              | Rio de Janeiro                                                         | Brasile                                                                | 10 – 0                                                                 | Ecuador                                                                | Giochi panamericani 2007 - 1º turno                                    | 4                                                                      |                                                                        |
| 20-7-2007                                                              | Rio de Janeiro                                                         | Brasile                                                                | 7 – 0                                                                  | Canada                                                                 | Giochi panamericani 2007 - 1º turno                                    | 5                                                                      |                                                                        |
| 23-7-2007                                                              | Rio de Janeiro                                                         | Brasile                                                                | 2 – 0                                                                  | Messico                                                                | Giochi panamericani 2007 - Semifinale                                  | -                                                                      |                                                                        |
| 26-7-2007                                                              | Rio de Janeiro                                                         | Brasile                                                                | 5 – 0                                                                  | Stati Uniti                                                            | Giochi panamericani 2007 - Finale                                      | 2                                                                      |                                                                        |
| 2-9-2007                                                               | Chiba                                                                  | Giappone                                                               | 2 – 1                                                                  | Brasile                                                                | Amichevole                                                             | -                                                                      |                                                                        |
| 12-9-2007                                                              | Wuhan                                                                  | Brasile                                                                | 5 – 0                                                                  | Nuova Zelanda                                                          | Mondiali 2007 - 1º turno                                               | 2                                                                      |                                                                        |
| 15-9-2007                                                              | Wuhan                                                                  | Cina                                                                   | 0 – 4                                                                  | Brasile                                                                | Mondiali 2007 - 1º turno                                               | 2                                                                      |                                                                        |
| 19-9-2007                                                              | Hangzhou                                                               | Brasile                                                                | 1 – 0                                                                  | Danimarca                                                              | Mondiali 2007 - 1º turno                                               | -                                                                      |                                                                        |
| 23-9-2007                                                              | Tientsin                                                               | Brasile                                                                | 3 – 2                                                                  | Australia                                                              | Mondiali 2007 - Quarti di finale                                       | 1                                                                      |                                                                        |
| 27-9-2007                                                              | Hangzhou                                                               | Stati Uniti                                                            | 0 – 4                                                                  | Brasile                                                                | Mondiali 2007 - Semifinale                                             | 2                                                                      |                                                                        |
| 30-9-2007                                                              | Shanghai                                                               | Germania                                                               | 2 – 0                                                                  | Brasile                                                                | Mondiali 2007 - Finale                                                 | -                                                                      |                                                                        |
| 19-4-2008                                                              | Pechino                                                                | Brasile                                                                | 5 – 1                                                                  | Ghana                                                                  | Qual. Olimpiadi 2008                                                   | 1                                                                      |                                                                        |
| 6-8-2008                                                               | Shenyang                                                               | Brasile                                                                | 0 – 0                                                                  | Germania                                                               | Olimpiadi 2008 - 1º turno                                              | -                                                                      |                                                                        |
| 9-8-2008                                                               | Shenyang                                                               | Brasile                                                                | 2 – 1                                                                  | Corea del Nord                                                         | Olimpiadi 2008 - 1º turno                                              | 1                                                                      |                                                                        |
| 12-8-2008                                                              | Pechino                                                                | Nigeria                                                                | 1 – 3                                                                  | Brasile                                                                | Olimpiadi 2008 - 1º turno                                              | -                                                                      |                                                                        |
| 15-8-2008                                                              | Tientsin                                                               | Brasile                                                                | 2 – 1                                                                  | Norvegia                                                               | Olimpiadi 2008 - Quarti di finale                                      | 1                                                                      |                                                                        |
| 18-8-2008                                                              | Shanghai                                                               | Brasile                                                                | 4 – 1                                                                  | Germania                                                               | Olimpiadi 2008 - Semifinale                                            | 1                                                                      |                                                                        |
| 21-8-2008                                                              | Pechino                                                                | Stati Uniti                                                            | 1 – 0 dts                                                              | Brasile                                                                | Olimpiadi 2008 - Finale                                                | -                                                                      |                                                                        |
| 22-4-2009                                                              | Francoforte sul Meno                                                   | Germania                                                               | 1 – 1                                                                  | Brasile                                                                | Amichevole                                                             | -                                                                      |                                                                        |
| 25-4-2009                                                              | Göteborg                                                               | Svezia                                                                 | 3 – 1                                                                  | Brasile                                                                | Amichevole                                                             | -                                                                      |                                                                        |
| 9-12-2009                                                              | San Paolo                                                              | Brasile                                                                | 3 – 1                                                                  | Cile                                                                   | Amichevole                                                             | 1                                                                      |                                                                        |
| 13-12-2009                                                             | Rio de Janeiro                                                         | Brasile                                                                | 3 – 2                                                                  | Messico                                                                | Amichevole                                                             | 1                                                                      |                                                                        |
| 16-12-2009                                                             | Fortaleza                                                              | Brasile                                                                | 3 – 0                                                                  | Cina                                                                   | Amichevole                                                             | 2                                                                      |                                                                        |
| 20-12-2009                                                             | Porto Alegre                                                           | Brasile                                                                | 5 – 2                                                                  | Argentina                                                              | Amichevole                                                             | 3                                                                      |                                                                        |
| 24-10-2010                                                             | Salvador                                                               | Brasile                                                                | 8 – 0                                                                  | Haiti                                                                  | Amichevole                                                             | 1                                                                      |                                                                        |
| 5-11-2010                                                              | Belo Horizonte                                                         | Brasile                                                                | 4 – 0                                                                  | Venezuela                                                              | Amichevole                                                             | -                                                                      |                                                                        |
| 7-11-2010                                                              | Loja                                                                   | Brasile                                                                | 4 – 0                                                                  | Uruguay                                                                | Coppa America 2010 - 1º turno                                          | 2                                                                      |                                                                        |
| 11-11-2010                                                             | Cuenca                                                                 | Brasile                                                                | 2 – 1                                                                  | Colombia                                                               | Coppa America 2010 - 1º turno                                          | 1                                                                      |                                                                        |
| 13-11-2010                                                             | Cuenca                                                                 | Brasile                                                                | 3 – 0                                                                  | Paraguay                                                               | Coppa America 2010 - 1º turno                                          | 1                                                                      |                                                                        |
| 17-11-2010                                                             | Latacunga                                                              | Brasile                                                                | 4 – 0                                                                  | Argentina                                                              | Coppa America 2010 - Quarti di finale                                  | 1                                                                      |                                                                        |
| 19-11-2010                                                             | Latacunga                                                              | Brasile                                                                | 5 – 0                                                                  | Colombia                                                               | Coppa America 2010 - Semifinale                                        | 2                                                                      |                                                                        |
| 21-11-2010                                                             | Quito                                                                  | Brasile                                                                | 3 – 1                                                                  | Cile                                                                   | Coppa America 2010 - Finale                                            | 2                                                                      |                                                                        |
| 9-12-2010                                                              | San Paolo                                                              | Brasile                                                                | 3 – 0                                                                  | Messico                                                                | Amichevole                                                             | 2                                                                      |                                                                        |
| 12-12-2010                                                             | Amsterdam                                                              | Paesi Bassi                                                            | 2 – 3                                                                  | Brasile                                                                | Amichevole                                                             | 2                                                                      |                                                                        |
| 15-12-2010                                                             | Vancouver                                                              | Canada                                                                 | 0 – 0                                                                  | Brasile                                                                | Amichevole                                                             | -                                                                      |                                                                        |
| 19-12-2010                                                             | Los Angeles                                                            | Stati Uniti                                                            | 3 – 3                                                                  | Brasile                                                                | Amichevole                                                             | 2                                                                      |                                                                        |
| 14-5-2011                                                              | Natal                                                                  | Brasile                                                                | 3 – 0                                                                  | Cile                                                                   | Amichevole                                                             | 1                                                                      |                                                                        |
| 29-6-2011                                                              | Mönchengladbach                                                        | Brasile                                                                | 1 – 0                                                                  | Australia                                                              | Mondiali 2011 - 1º turno                                               | -                                                                      |                                                                        |
| 3-7-2011                                                               | Wolfsburg                                                              | Brasile                                                                | 3 – 0                                                                  | Norvegia                                                               | Mondiali 2011 - 1º turno                                               | 2                                                                      |                                                                        |
| 6-7-2011                                                               | Francoforte sul Meno                                                   | Guinea Equatoriale                                                     | 0 – 3                                                                  | Brasile                                                                | Mondiali 2011 - 1º turno                                               | -                                                                      |                                                                        |
| 10-7-2011                                                              | Dresda                                                                 | Brasile                                                                | 2 – 2 dts (dcr dtr)                                                    | Stati Uniti                                                            | Mondiali 2011 - Quarti di finale                                       | 2                                                                      | 3 - 5                                                                  |
| 8-12-2011                                                              | San Paolo                                                              | Brasile                                                                | 5 – 1                                                                  | Italia                                                                 | Amichevole                                                             | 1                                                                      |                                                                        |
| 11-12-2011                                                             | Belo Horizonte                                                         | Brasile                                                                | 4 – 0                                                                  | Cile                                                                   | Amichevole                                                             | -                                                                      |                                                                        |
| 15-12-2011                                                             | Fortaleza                                                              | Brasile                                                                | 0 – 1                                                                  | Danimarca                                                              | Amichevole                                                             | -                                                                      |                                                                        |
| 18-12-2011                                                             | Manaus                                                                 | Brasile                                                                | 2 – 1                                                                  | Rep. Ceca                                                              | Amichevole                                                             | -                                                                      |                                                                        |
| 24-3-2012                                                              | Saint-Étienne                                                          | Francia                                                                | 2 – 1                                                                  | Brasile                                                                | Amichevole                                                             | -                                                                      |                                                                        |
| 14-7-2012                                                              | Curitiba                                                               | Brasile                                                                | 2 – 1                                                                  | Colombia                                                               | Amichevole                                                             | -                                                                      |                                                                        |
| 17-7-2012                                                              | Porto Alegre                                                           | Brasile                                                                | 2 – 1                                                                  | Argentina                                                              | Amichevole                                                             | -                                                                      |                                                                        |
| 25-7-2012                                                              | Belém                                                                  | Brasile                                                                | 5 – 0                                                                  | Camerun                                                                | Amichevole                                                             | 2                                                                      |                                                                        |
| 28-7-2012                                                              | San Paolo                                                              | Brasile                                                                | 1 – 0                                                                  | Nuova Zelanda                                                          | Amichevole                                                             | -                                                                      |                                                                        |
| 25-7-2012                                                              | Cardiff                                                                | Camerun                                                                | 0 – 5                                                                  | Brasile                                                                | Olimpiadi 2012 - 1º turno                                              | 2                                                                      |                                                                        |
| 28-7-2012                                                              | Cardiff                                                                | Nuova Zelanda                                                          | 0 – 1                                                                  | Brasile                                                                | Olimpiadi 2012 - 1º turno                                              | -                                                                      |                                                                        |
| 31-7-2012                                                              | Londra                                                                 | Regno Unito                                                            | 1 – 0                                                                  | Brasile                                                                | Olimpiadi 2012 - 1º turno                                              | -                                                                      |                                                                        |
| 3-8-2012                                                               | Cardiff                                                                | Giappone                                                               | 2 – 0                                                                  | Brasile                                                                | Olimpiadi 2012 - quarti di finale                                      | -                                                                      |                                                                        |
| 9-12-2012                                                              | Göteborg                                                               | Svezia                                                                 | 0 – 4                                                                  | Brasile                                                                | Amichevole                                                             | 1                                                                      |                                                                        |
| 13-12-2012                                                             | Città del Messico                                                      | Messico                                                                | 2 – 1                                                                  | Brasile                                                                | Amichevole                                                             | -                                                                      |                                                                        |
| 16-12-2012                                                             | Rio de Janeiro                                                         | Brasile                                                                | 2 – 1                                                                  | Danimarca                                                              | Amichevole                                                             | -                                                                      |                                                                        |
| 19-6-2013                                                              | Siviglia                                                               | Spagna                                                                 | 1 – 1                                                                  | Brasile                                                                | Amichevole                                                             | -                                                                      |                                                                        |
| 12-12-2013                                                             | Brasilia                                                               | Brasile                                                                | 2 – 0                                                                  | Cile                                                                   | Amichevole                                                             | 1                                                                      |                                                                        |
| 15-12-2013                                                             | Fortaleza                                                              | Brasile                                                                | 3 – 1                                                                  | Scozia                                                                 | Amichevole                                                             | 1                                                                      |                                                                        |
| 22-12-2013                                                             | Recife                                                                 | Brasile                                                                | 5 – 0                                                                  | Venezuela                                                              | Amichevole                                                             | 1                                                                      |                                                                        |
| 10-12-2014                                                             | Brasilia                                                               | Brasile                                                                | 4 – 0                                                                  | Argentina                                                              | Amichevole                                                             | -                                                                      |                                                                        |
| 14-12-2014                                                             | Brasilia                                                               | Brasile                                                                | 3 – 2                                                                  | Stati Uniti                                                            | Amichevole                                                             | 3                                                                      |                                                                        |
| 21-12-2014                                                             | Praga                                                                  | Rep. Ceca                                                              | 0 – 0                                                                  | Brasile                                                                | Amichevole                                                             | -                                                                      |                                                                        |
| 4-3-2015                                                               | Albufeira                                                              | Brasile                                                                | 0 – 0                                                                  | Cina                                                                   | Algarve Cup 2015 - 1º turno                                            | -                                                                      |                                                                        |
| 6-3-2015                                                               | Lagos                                                                  | Svezia                                                                 | 0 – 2                                                                  | Brasile                                                                | Algarve Cup 2015 - 1º turno                                            | 1                                                                      |                                                                        |
| 9-3-2015                                                               | Faro                                                                   | Brasile                                                                | 1 – 3                                                                  | Germania                                                               | Algarve Cup 2015 - 1º turno                                            | -                                                                      |                                                                        |
| 11-3-2015                                                              | Albufeira                                                              | Brasile                                                                | 4 – 1                                                                  | Svizzera                                                               | Algarve Cup 2015 - Finale 7º posto                                     | 2                                                                      |                                                                        |
| 8-4-2015                                                               | Stoccarda                                                              | Germania                                                               | 4 – 0                                                                  | Brasile                                                                | Amichevole                                                             | -                                                                      |                                                                        |
| 9-6-2015                                                               | Montréal                                                               | Brasile                                                                | 2 – 0                                                                  | Corea del Sud                                                          | Mondiali 2015 - 1º turno                                               | 1                                                                      |                                                                        |
| 13-6-2015                                                              | Montréal                                                               | Brasile                                                                | 1 – 0                                                                  | Spagna                                                                 | Mondiali 2015 - 1º turno                                               | -                                                                      |                                                                        |
| 21-6-2015                                                              | Moncton                                                                | Brasile                                                                | 0 – 1                                                                  | Australia                                                              | Mondiali 2015 - Ottavi di finale                                       | -                                                                      |                                                                        |
| 19-9-2015                                                              | Parigi                                                                 | Francia                                                                | 2 – 1                                                                  | Brasile                                                                | Amichevole                                                             | -                                                                      |                                                                        |
| 21-10-2015                                                             | Seattle                                                                | Stati Uniti                                                            | 1 – 1                                                                  | Brasile                                                                | Amichevole                                                             | -                                                                      |                                                                        |
| 25-10-2015                                                             | Vancouver                                                              | Canada                                                                 | 3 – 1                                                                  | Brasile                                                                | Amichevole                                                             | -                                                                      |                                                                        |
| 28-11-2015                                                             | Belo Horizonte                                                         | Brasile                                                                | 1 – 0                                                                  | Nuova Zelanda                                                          | Amichevole                                                             | -                                                                      |                                                                        |
| 1-12-2015                                                              | Fortaleza                                                              | Brasile                                                                | 5 – 1                                                                  | Camerun                                                                | Amichevole                                                             | 1                                                                      |                                                                        |
| 9-12-2015                                                              | Natal                                                                  | Brasile                                                                | 12 – 0                                                                 | Trinidad e Tobago                                                      | Amichevole                                                             | 5                                                                      |                                                                        |
| 13-12-2015                                                             | Recife                                                                 | Brasile                                                                | 6 – 0                                                                  | Messico                                                                | Amichevole                                                             | 2                                                                      |                                                                        |
| 16-12-2015                                                             | San Paolo                                                              | Brasile                                                                | 2 – 1                                                                  | Stati Uniti                                                            | Amichevole                                                             | -                                                                      |                                                                        |
| 20-12-2015                                                             | Fortaleza                                                              | Brasile                                                                | 3 – 1                                                                  | Colombia                                                               | Amichevole                                                             | -                                                                      |                                                                        |
| 2-3-2016                                                               | Lagos                                                                  | Brasile                                                                | 1 – 0                                                                  | Nuova Zelanda                                                          | Algarve Cup 2016 - 1º turno                                            | -                                                                      |                                                                        |
| 4-3-2016                                                               | Vila Real de Santo António                                             | Portogallo                                                             | 1 – 3                                                                  | Brasile                                                                | Algarve Cup 2016 - 1º turno                                            | 1                                                                      |                                                                        |
| 7-3-2016                                                               | Lagos                                                                  | Brasile                                                                | 3 – 0                                                                  | Russia                                                                 | Algarve Cup 2016 - 1º turno                                            | -                                                                      |                                                                        |
| 9-3-2016                                                               | Funchal                                                                | Canada                                                                 | 2 – 1                                                                  | Brasile                                                                | Algarve Cup 2016 - Finale-                                             | -                                                                      |                                                                        |
| 4-6-2016                                                               | Toronto                                                                | Canada                                                                 | 0 – 2                                                                  | Brasile                                                                | Amichevole                                                             | 2                                                                      |                                                                        |
| 7-6-2016                                                               | Ottawa                                                                 | Canada                                                                 | 1 – 0                                                                  | Brasile                                                                | Amichevole                                                             | -                                                                      |                                                                        |
| 23-7-2016                                                              | Fortaleza                                                              | Brasile                                                                | 3 – 1                                                                  | Australia                                                              | Amichevole                                                             | -                                                                      |                                                                        |
| 3-8-2016                                                               | Rio de Janeiro                                                         | Brasile                                                                | 3 – 0                                                                  | Cina                                                                   | Olimpiadi 2016 - 1º turno                                              | -                                                                      |                                                                        |
| 6-8-2016                                                               | Rio de Janeiro                                                         | Brasile                                                                | 5 – 1                                                                  | Svezia                                                                 | Olimpiadi 2016 - 1º turno                                              | 2                                                                      |                                                                        |
| 9-8-2016                                                               | Manaus                                                                 | Brasile                                                                | 0 – 0                                                                  | Sudafrica                                                              | Olimpiadi 2016 - 1º turno                                              | -                                                                      |                                                                        |
| 12-8-2016                                                              | Belo Horizonte                                                         | Brasile                                                                | 0 – 0 (7 - 6 dtr)                                                      | Australia                                                              | Olimpiadi 2016 - Quarti di finale                                      | -                                                                      |                                                                        |
| 16-8-2016                                                              | Rio de Janeiro                                                         | Brasile                                                                | 0 – 0 (3 - 4 dtr)                                                      | Svezia                                                                 | Olimpiadi 2016 - Semifinale                                            | -                                                                      |                                                                        |
| 19-8-2016                                                              | San Paolo                                                              | Brasile                                                                | 1 – 2                                                                  | Canada                                                                 | Olimpiadi 2016 - Finale 3º posto                                       | -                                                                      |                                                                        |
| 16-9-2016                                                              | Bordeaux                                                               | Francia                                                                | 1 – 1                                                                  | Brasile                                                                | Amichevole                                                             | 1                                                                      |                                                                        |
| 9-4-2017                                                               | Manaus                                                                 | Brasile                                                                | 6 – 0                                                                  | Bolivia                                                                | Amichevole                                                             | 1                                                                      |                                                                        |
| 10-6-2017                                                              | Valencia                                                               | Spagna                                                                 | 1 – 2                                                                  | Brasile                                                                | Amichevole                                                             | -                                                                      |                                                                        |
| 13-6-2017                                                              | Reykjavík                                                              | Islanda                                                                | 0 – 1                                                                  | Brasile                                                                | Amichevole                                                             | 1                                                                      |                                                                        |
| 27-7-2017                                                              | Yokohama                                                               | Giappone                                                               | 1 – 1                                                                  | Brasile                                                                | Amichevole                                                             | -                                                                      |                                                                        |
| 30-7-2017                                                              | San Diego                                                              | Stati Uniti                                                            | 4 – 3                                                                  | Brasile                                                                | Amichevole                                                             | -                                                                      |                                                                        |
| 16-9-2017                                                              | Perth                                                                  | Australia                                                              | 2 – 1                                                                  | Brasile                                                                | Amichevole                                                             | -                                                                      |                                                                        |
| 19-9-2017                                                              | Buenos Aires                                                           | Argentina                                                              | 3 – 2                                                                  | Brasile                                                                | Amichevole                                                             | 1                                                                      |                                                                        |
| 19-10-2017                                                             | Fortaleza                                                              | Brasile                                                                | 3 – 0                                                                  | Messico                                                                | Amichevole                                                             | 1                                                                      |                                                                        |
| 21-10-2017                                                             | Rio de Janeiro                                                         | Brasile                                                                | 2 – 0                                                                  | Corea del Nord                                                         | Amichevole                                                             | 2                                                                      |                                                                        |
| 24-10-2017                                                             | Salvador                                                               | Brasile                                                                | 2 – 2                                                                  | Cina                                                                   | Amichevole                                                             | 1                                                                      |                                                                        |
| 25-11-2017                                                             | Ovalle                                                                 | Cile                                                                   | 0 – 4                                                                  | Brasile                                                                | Amichevole                                                             | 1                                                                      |                                                                        |
| 28-11-2017                                                             | Maracaibo                                                              | Venezuela                                                              | 0 – 3                                                                  | Brasile                                                                | Amichevole                                                             | -                                                                      |                                                                        |
| 5-4-2018                                                               | Coquimbo                                                               | Brasile                                                                | 3 – 1                                                                  | Argentina                                                              | Coppa America 2018 - 1º turno                                          | -                                                                      |                                                                        |
| 7-4-2018                                                               | Coquimbo                                                               | Brasile                                                                | 8 – 0                                                                  | Ecuador                                                                | Coppa America 2018 - 1º turno                                          | -                                                                      |                                                                        |
| 11-4-2018                                                              | Coquimbo                                                               | Brasile                                                                | 4 – 0                                                                  | Venezuela                                                              | Coppa America 2018 - 1º turno                                          | 1                                                                      |                                                                        |
| 16-4-2018                                                              | La Serena                                                              | Brasile                                                                | 3 – 1                                                                  | Cile                                                                   | Coppa America 2018 - 2º turno                                          | -                                                                      |                                                                        |
| 19-4-2018                                                              | La Serena                                                              | Brasile                                                                | 3 – 0                                                                  | Argentina                                                              | Coppa America 2018 - 2º turno                                          | -                                                                      |                                                                        |
| 22-4-2018                                                              | La Serena                                                              | Brasile                                                                | 3 – 0                                                                  | Colombia                                                               | Coppa America 2018 - 2º turno                                          | -                                                                      |                                                                        |
| 26-7-2018                                                              | Kansas City                                                            | Australia                                                              | 3 – 1                                                                  | Brasile                                                                | Amichevole                                                             | -                                                                      |                                                                        |
| 29-7-2018                                                              | East Rutherford                                                        | Giappone                                                               | 1 – 2                                                                  | Brasile                                                                | Amichevole                                                             | 1                                                                      |                                                                        |
| 2-8-2018                                                               | Bridgeview                                                             | Stati Uniti                                                            | 4 – 1                                                                  | Brasile                                                                | Amichevole                                                             | -                                                                      |                                                                        |
| 6-10-2018                                                              | Orlando                                                                | Brasile                                                                | 0 – 1                                                                  | Inghilterra                                                            | Amichevole                                                             | -                                                                      |                                                                        |
| 27-2-2019                                                              | Chester                                                                | Inghilterra                                                            | 2 – 1                                                                  | Brasile                                                                | SheBelieves Cup 2019 - 1º turno                                        | -                                                                      |                                                                        |
| 2-3-2019                                                               | Nashville                                                              | Brasile                                                                | 1 – 3                                                                  | Giappone                                                               | SheBelieves Cup 2019 - 1º turno                                        | -                                                                      |                                                                        |
| 6-3-2019                                                               | Tampa                                                                  | Stati Uniti                                                            | 1 – 0                                                                  | Brasile                                                                | SheBelieves Cup 2019 - 1º turno                                        | -                                                                      |                                                                        |
| 5-4-2019                                                               | Don Benito                                                             | Spagna                                                                 | 2 – 1                                                                  | Brasile                                                                | Amichevole                                                             | 1                                                                      |                                                                        |
| 8-4-2019                                                               | San Pedro del Pinatar                                                  | Scozia                                                                 | 1 – 0                                                                  | Brasile                                                                | Amichevole                                                             | -                                                                      |                                                                        |
| 13-6-2019                                                              | Montpellier                                                            | Australia                                                              | 3 – 2                                                                  | Brasile                                                                | Mondiali 2019 - 1º turno                                               | 1                                                                      |                                                                        |
| 18-6-2019                                                              | Valenciennes                                                           | Italia                                                                 | 0 – 1                                                                  | Brasile                                                                | Mondiali 2019 - 1º turno                                               | 1                                                                      |                                                                        |
| 23-6-2019                                                              | Le Havre                                                               | Francia                                                                | 2 – 1 dts                                                              | Brasile                                                                | Mondiali 2019 - Ottavi di finale                                       | -                                                                      |                                                                        |
| 4-3-2020                                                               | Valenciennes                                                           | Paesi Bassi                                                            | 0 – 0                                                                  | Brasile                                                                | Amichevole                                                             | -                                                                      | 46’                                                                    |
| 7-3-2020                                                               | Parigi                                                                 | Francia                                                                | 1 – 0                                                                  | Brasile                                                                | Amichevole                                                             | -                                                                      | 46’                                                                    |
| 10-3-2020                                                              | Strasburgo                                                             | Brasile                                                                | 2 – 2                                                                  | Canada                                                                 | Amichevole                                                             | 1                                                                      | 62’                                                                    |
| 18-2-2021                                                              | Orlando                                                                | Brasile                                                                | 4 – 1                                                                  | Argentina                                                              | Amichevole                                                             | 1                                                                      | 81’                                                                    |
| 21-2-2021                                                              | Harrison                                                               | Stati Uniti                                                            | 2 – 0                                                                  | Brasile                                                                | Amichevole                                                             | -                                                                      |                                                                        |
| 24-2-2021                                                              | Dallas                                                                 | Canada                                                                 | 0 – 2                                                                  | Brasile                                                                | Amichevole                                                             | -                                                                      | 46’                                                                    |
| 21-7-2021                                                              | Rifu                                                                   | Cina                                                                   | 0 – 5                                                                  | Brasile                                                                | Olimpiadi 2020 - 1º turno                                              | 2                                                                      | 83’                                                                    |
| 24-7-2021                                                              | Rifu                                                                   | Paesi Bassi                                                            | 3 – 3                                                                  | Brasile                                                                | Olimpiadi 2020 - 1º turno                                              | 1                                                                      |                                                                        |
| 17-9-2021                                                              | Campina Grande                                                         | Brasile                                                                | 3 – 1                                                                  | Colombia                                                               | Amichevole                                                             | -                                                                      | 46’                                                                    |
| 20-9-2021                                                              | João Pessoa                                                            | Brasile                                                                | 4 – 1                                                                  | Argentina                                                              | Amichevole                                                             | 1                                                                      |                                                                        |
| 23-10-2021                                                             | Londra                                                                 | Inghilterra                                                            | 3 – 1                                                                  | Brasile                                                                | Amichevole                                                             | -                                                                      | 70’                                                                    |
| 26-10-2021                                                             | Sydney                                                                 | Australia                                                              | 2 – 2                                                                  | Brasile                                                                | Amichevole                                                             | -                                                                      |                                                                        |
| 16-2-2022                                                              | Caen                                                                   | Brasile                                                                | 1 – 1                                                                  | Paesi Bassi                                                            | Amichevole                                                             | 1                                                                      | 81’                                                                    |
| 19-2-2022                                                              | Caen                                                                   | Francia                                                                | 2 – 1                                                                  | Brasile                                                                | Amichevole                                                             | 1                                                                      |                                                                        |
| 2-7-2023                                                               | Brasilia                                                               | Brasile                                                                | 4 – 0                                                                  | Cile                                                                   | Amichevole                                                             | -                                                                      | 74’                                                                    |
| 24-7-2023                                                              | Adelaide                                                               | Brasile                                                                | 4 – 0                                                                  | Panama                                                                 | Mondiali 2023 - 1º turno                                               | -                                                                      | 76’                                                                    |
| 29-7-2023                                                              | Brisbane                                                               | Francia                                                                | 2 – 1                                                                  | Brasile                                                                | Mondiali 2023 - 1º turno                                               | -                                                                      | 85’                                                                    |
| 2-8-2023                                                               | Melbourne                                                              | Giamaica                                                               | 0 – 0                                                                  | Brasile                                                                | Mondiali 2023 - 1º turno                                               | -                                                                      | cap. 81’                                                               |
| Totale                                                                 |                                                                        | Presenze                                                               | 149                                                                    |                                                                        | Reti                                                                   | 119                                                                    |                                                                        |

## Palmarès

### Club

#### Competizioni nazionali
- Campionato svedese: 7

Umeå IK: 2005, 2006, 2007, 2008
Tyresö: 2012
Rosengård: 2014, 2015
- Coppa di Svezia: 2

Umeå IK: 2007
Rosengård: 2015-2016
- Supercoppa svedese: 3

Umeå IK: 2007
Rosengård: 2015, 2016
- Copa do Brasil de Futebol Feminino: 1

Santos: 2009
- Women's Professional Soccer Championship: 2

FC Gold Pride: 2010
Western New York Flash: 2011
- NWSL Shield: 1

Orlando Pride: 2024
- National Women's Soccer League: 1

Orlando Pride: 2024

#### Competizioni internazionali
- UEFA Women's Cup: 1

Umeå IK: 2003-2004
- Coppa Libertadores: 1

Santos: 2009

### Nazionale
- Coppa America: 5

2003, 2010, 2014, 2018, 2025
- Giochi panamericani: 2

2003, 2007
- Argento olimpico: 3

Atene 2004, Pechino 2008, Parigi 2024

### Individuale
- FIFA World Player: 4

2006, 2007, 2008, 2009
- Pallone d'oro FIFA: 1

2010
- The Best FIFA Women's Player: 1

2018
- FIFA Marta Award:

2024
- Capocannoniere della Damallsvenskan: 4

2004, 2005, 2006, 2008
- Miglior attaccante della Damallsvenskan: 2

2007, 2008
- All-Star Team del Campionato mondiale femminile Under 19 di calcio: 1

2004
- Pallone d'oro del Campionato mondiale femminile Under 19 di calcio: 1

2004
- Pallone d'oro del Campionato mondiale: 1

Cina 2007
- Scarpa d'oro del campionato mondiale: 1

Cina 2007 (7 gol)
- Capocannoniere Copa Libertadores: 1

2009
- Women's Professional Soccer MVP: 2

2009, 2010
- Women's Professional Soccer capocannoniere: 2

2009, 2010
- Women's Professional Soccer Championship MVP delle finali: 1

2010
- Capocannoniere Sudamericano Femenino: 1

2010
- Miglior costruttrice di gioco dell'anno IFFHS: 1

2012